# Alfedena
Alfedena es una localidad italiana de la provincia de L'Aquila, región de Abruzos de 800 habitantes.

## Lugares históricos
Fundado por los Sannitas, con nombre original de Aufidena, el pueblo surge en un área que alojaba una vasta necrópolis de la época protohistórica, descubierta en 1882, similar en muchos aspectos a otros dos sitios sangritanos de Opi y Barrea. 
Alrededor de 1.500 sepulturas datan de un período que va desde el siglo VII a. C. y el inicio del siglo III a. C., cuyos restos se encuentran en el localdel Museo Cívico (reabierto en 1997).
El sitio fortificado del Curino, parte de un vasto sistema funcional de fortalezas, constituía un punto de control estratégico del valle y del río Sangro. 
Muchas obras de la época romana y los restos de la necrópolis de Consolino fueron saqueados o destruidas por los alemanes durante la Segunda Guerra Mundial.

## Museos
- Museo Cívico Aufidenate "De Nino" dedicado al arqueólogo Antonio De Nino, descubridor de la Necrópolis de Alfedena

## Iglesias
- SS. Pietro e Paolo (siglo XIII), caracterizada por una fachada de inspiración románica.

## Ciudadanos ilustres
- Tommaso de Amicis, (1838-1924), médico, dermatólogo
- Nino Caffè, (1909-1975), pintor
- Sierva de Dios Santina Campana, (1929-1950), joven laica

## Evolución demográfica
| Gráfica de evolución demográfica de Alfedena entre 1861 y 2001 |
|                                                                |
| Fuente ISTAT - Elaboración gráfica hecha por Wikipedia         |